# David Latta
David „Dave“ Latta (* 3. Januar 1967 in Thunder Bay, Ontario) ist ein ehemaliger kanadischer Eishockeyspieler und -trainer, der in der National Hockey League für die Nordiques de Québec sowie in der Deutschen Eishockey Liga für die Adler Mannheim und die Augsburger Panther spielte.

## Karriere
Der 1,86 m große Flügelstürmer begann seine Karriere bei den Kitchener Rangers in der kanadischen Juniorenliga Ontario Hockey League, bevor er beim NHL Entry Draft 1985 als 15. in der ersten Runde von den Nordiques ausgewählt (gedraftet) wurde.
Seinen ersten NHL-Einsatz absolvierte der Linksschütze noch in der Saison 1985/86, doch während seiner gesamten Zeit in Québec kam er niemals über die Rolle eines Ergänzungsspielers hinaus. Die meiste Zeit verbrachte Latta bei den Fredericton Express bzw. den Halifax Citadels, zwei Farmteams der Nordiques in der American Hockey League. Zur Saison 1992/93 wechselte der Kanadier in die 2. Deutsche Bundesliga zum EC Bad Nauheim, über den EC Bad Tölz und den EC Peiting gelangte er schließlich zur DEL-Premierensaison 1994/95 zu den Adler Mannheim. Eine weitere DEL-Station Lattas waren die Augsburger Panther in der Spielzeit 1995/96, den Durchbruch in der höchsten deutschen Profispielklasse schaffte der Kanadier allerdings nie.
Seine Karriere beendete Latta 1998 bei den Anchorage Aces in der US-amerikanischen Minor League WCHL, zuvor war er bei den Manchester Storm in der britischen Ice Hockey Superleague aktiv gewesen.

### International
Für die Kanadische U20-Nationalmannschaft bestritt Dave Latta die Junioren-Weltmeisterschaft 1987, bei der das Team jedoch nach einer Massenschlägerei im Spiel gegen die Sowjetunion disqualifiziert wurde.

## Karrierestatistik
(Legende zur Spielerstatistik: Sp oder GP = absolvierte Spiele; T oder G = erzielte Tore; V oder A = erzielte Assists; Pkt oder Pts = erzielte Scorerpunkte; SM oder PIM = erhaltene Strafminuten; +/− = Plus/Minus-Bilanz; PP = erzielte Überzahltore; SH = erzielte Unterzahltore; GW = erzielte Siegtore; 1 Play-downs/Relegation; Kursiv: Statistik nicht vollständig)

## Familie
Sein Bruder Ken war ebenfalls Eishockeyspieler und ist derzeit als Trainer und Funktionär tätig. Seine Neffen Nick und Louis sind ebenfalls Eishockeyspieler.